# Concession de service public en France
Pour les articles homonymes, voir concession.
En droit français, la concession est une des formes de contrat que peut prendre une délégation de service public depuis la loi du 6 février 1992 relative à l'administration territoriale de la République. Si la concession de travaux publics est utilisée depuis l'Ancien Régime, il fallut attendre un arrêt du Conseil d'État de 1910 pour que soit reconnue une concession de service public autonome de la concession de travaux publics.

## Description
Elle se distingue de l'affermage par la prise en charge par le concessionnaire (souvent une société privée) non seulement des frais d'exploitation et d'entretien courant mais également des investissements. Le concessionnaire se rémunère directement auprès de l'usager par une redevance fixée dans le contrat de concession, révisable selon une formule de variation proposée dans le contrat et utilisant les principaux indices publiés par l'INSEE. Bien que d'autres sources de financement puissent être autorisées, la jurisprudence considère depuis CE, 1996, Préfet des Bouches du Rhône, qu'il y a concession quand la rémunération est tout de même « substantiellement assurée par le résultat d'exploitation du service ».
Dans ce type de contrat, la collectivité délégante est souvent dégagée de toute charge financière d'investissement. En contrepartie, elle doit accepter une durée de concession généralement plus longue que l'affermage (la durée maximale est fixée à 20 ans par la loi dans le domaine de l'eau potable, de l'assainissement, des ordures ménagères et autres déchets).
Des concessions de gestion ou d'aménagement, ou d'« aménagement durable » sont possibles en France.
Les communes et leurs groupements y recourent souvent pour la gestion des services d'eau potable et d'assainissement. Elle concerne la quasi-totalité de la distribution publique d'électricité et de la distribution publique de gaz ainsi que de plus en plus de réseaux de communications électroniques.

## Le cas des autoroutes
En Europe, « la qualité du réseau concédé est très supérieure à celle du réseau non concédé y compris, bien entendu, là où cohabitent les deux systèmes comme en Allemagne. L'explication en est très simple qui tient au financement de l'infrastructure par les péages ». Ainsi, en 2015, le revenu des péages couvrait en moyenne en France « plus de quatre fois les coûts de fonctionnement ce qui laisse, après divers prélèvements, une marge le plus souvent suffisante pour amortir l'investissement », un principe qui n'est pas nouveau, puisque des routes et ponts à péage existent depuis l'Antiquité où des États levaient des taxes sur les marchandises et les transports pour financer leurs infrastructures, (portoria romains ; teloneia grecs). Après la chute de Rome, ces impôts deviennent des droits de circulation féodaux, souvent abusifs. Dès le XVe siècle, le pouvoir royal tente de reprendre le contrôle, avec des ordonnances abolissant les péages illégitimes. Colbert lance en 1661 une vaste enquête pour réformer le système. La Révolution supprime tous les péages, mais la loi du 14 floréal an X (4 mai 1802) les réintroduit pour financer les ponts en concession. Ce modèle prospère jusqu'en 1880, avant d'être freiné par une loi interdisant la rémunération privée. Il faudra attendre les années 1950 pour que l'État relance les concessions autoroutières à péage.
Dans les années 1950 est créé un Fonds spécial d’investissement routier (FSIR, lancé en 1951, alimenté par une taxe sur les carburants). 
Alors que le pays ne dispose que de 80 km d’autoroutes (très en retard par rapport à ses grands voisins européens), la loi du 18 avril 1955 établit le principe des autoroutes à péage et lance la construction des autoroutes en France, en leur donnant un statut particulier ; avec la création des premières Sociétés d’économie mixte concessionnaires d’autoroutes (SEMCA), pilotées par la Caisse des dépôts et consignations (CDC), qui devient un acteur majeur du développement du secteur autoroutier (La CDC crée alors plusieurs filiales techniques : la CNA (1963), Scetauroute (1970) et Autoroutes de France (1983).
À la fin des années 1960, Albin Chalandon, en tant que ministre de l’Équipement veut doper la construction autoroutière et « tripler, de 100 à 300 kilomètres par an, le rythme de construction ». il lance pour cela, en 1970, des sociétés concessionnaires d'autoroutes à capitaux privés. Avant cela, la loi du 24 décembre 1969 avait changé en profondeur le régime des SEMCA en leur offrant une autonomie administrative et financière accrue, tout en réduisant l’intervention directe de l’État dans la conception et la réalisation des infrastructures, afin de stimuler la concurrence privée, rationaliser les coûts de construction (de 20 à 25 %) et à accélérer les délais de livraison.
En 1970, le gouvernement, via le décret du 12 mai (no 70-398), autorise la concession d’autoroutes à des sociétés entièrement privées, marquant la naissance de Cofiroute et AREA, suivies par APEL et ACOBA, préfigurant une seconde génération d’autoroutes, financées et exploitées par des consortiums privés associant entreprises de travaux publics et banques.
Plusieurs gouvernements de la France ont a ainsi pu concéder pendant plus de 30 ans la construction et l'exploitation de sections d'autoroutes à des sociétés, dans lesquelles les intérêts publics étaient majoritaires, sur une procédure de gré à gré, moyennant un allongement, en tant que de besoin, de la durée de leur contrat de concession en cours. Les recettes tirées de l'exploitation des autoroutes les plus anciennes servaient ainsi à financer la construction des nouvelles sections. Cette procédure s'appelait l'adossement. Dans ce contexte, l'attribution d'une nouvelle concession échappait à toute mise en concurrence équitable entre candidats, car les sociétés disposant déjà d'un réseau concédé étaient bien évidemment avantagées au détriment de nouveaux opérateurs, mais l'environnement international a évolué dans les années 1990, avec notamment le directive européenne 93/37/CCE du Conseil du 14 juin 1993, dite « Directive Travaux », a imposé un recours plus large à la concurrence,. Il était donc nécessaire de faire évoluer ce système.

### La réforme de 2001 du financement des autoroutes
L'ordonnance du 28 mars 2001, ratifiée par la loi du 5 novembre 2001 transpose une directive européenne (1999/62/CE du Parlement et du Conseil du 17 juin 1999 relative à la taxation des poids lourds pour l'utilisation de certaines infrastructures et réformant le régime d'exploitation de certaines sociétés concessionnaires d'autoroutes) et réforme ainsi le régime d'exploitation de certaines sociétés concessionnaires d'autoroutes. 
Désormais, toute section ou ouvrage autoroutier dont les recettes prévisionnelles sont insuffisantes pour lui permettre d'atteindre l'équilibre peut se voir octroyer des concours publics dans le cadre de la procédure d'attribution de la concession et les nouvelles sections feront l'objet d'un contrat spécifique. Cette façon de procéder permettra de mieux comparer les offres des différents candidats.

#### Applications de la loi de 2001
Le viaduc de Millau est le premier aménagement autoroutier à entrer dans le cadre de la réforme de 2001. Il est financé par des fonds privés dans le cadre d'un contrat de concession : l'ouvrage est la propriété de l'État français, les dépenses pour la réalisation et l'exploitation de l'ouvrage sont à la charge du concessionnaire, les revenus du péage sont attribués au concessionnaire. L'État et les collectivités locales ont financé des travaux annexes pour aménager les abords, qui n'entraient pas dans le cadre de la concession, mais aucune subvention publique n'a été accordée dans ce cadre, contrairement aux deux autres contrats de concession attribués depuis l'ordonnance de mars 2001 :
- A28 entre Rouen et Alençon : concession de 55 ans à la société Alis pour un montant de 917 millions d'euros avec une participation publique de l'État (20 %) et des collectivités territoriales de Normandie (20 %). Elle précède celle du viaduc de Millau sur le plan de l'appel d'offres, mais est légèrement postérieure sur le plan du droit car approuvée par décret du 29 novembre 2001[11].
- A19 entre Artenay et Courtenay : concession de 65 ans attribuée le 31 mars 2005 à la société ARCOUR, filiale du groupe VINCI, pour un montant global de 595 millions d'€ HT, avec une contribution financière publique forfaitaire de 80 millions d'€ financés à 50 % par l'État et 50 % par les collectivités territoriales dont le Conseil Général du Loiret était chef de file, et approuvée par décret du 7 avril 2005[12].

#### Privatisation de 2005-2006
Fin 2005 et début 2006, le gouvernement français a finalisé, selon ses dires pour réduire la dette publique, la privatisation de toutes les sociétés concessionnaires d'autoroutes (ASF, APRR, Sanef), vendant ses parts à des groupes privés comme Vinci, Eiffage et Abertis. Cette opération finalisée par Dominique de Villepin en 2014, a rapporté selon lui environ 14,8 milliards d'euros à l'État. Critiquée pour avoir cédé des infrastructures très rentables dans un contexte d'opacité (secret maintenu jusqu'au 18 mars 2019, quand Bercy se voit obligé de transmettre à l'écologiste grenoblois Raymond Avrillier les termes du protocole d'accord signé en avril 2015 avec les sociétés concessionnaires d'autoroutes), la privatisation est accusée d'avoir favorisé des profits privés au détriment de l'intérêt général. Les péages ont depuis connu une hausse régulière, alimentant le débat sur la pertinence de cette décision. Le Conseil d'État a validé le décret malgré des recours citoyens et politiques.
« La privatisation du service des autoroutes (en ce qu'il est assuré par des sociétés privées) avec les conséquences qui en résultent pour les personnels employés pour ce service a pu se faire sans opposition de ces derniers, car ils n'avaient pas été employés initialement sous un statut de droit public : dès l'origine, ils étaient des salariés de droit privé ; avec la privatisation de leur employeur, ils n'ont pas cessé de l'être ».

#### Renouvellement des contrats de concession autoroutière
Les grands contrats de concession autoroutière signés depuis 1957 entre l'État français et des sociétés privées (Vinci, Eiffage, Abertis) l'ont été pour des durées exceptionnellement longues (64 à 75 ans). Ces derniers ont été prolongés plusieurs fois sans révision importante, suite à la privatisation de 2006, selon un modèle ensuite très critiqué pour son opacité et sa rentabilité excessive (en 2023, 42 %, dont 94 % redistribués en dividendes aux actionnaires), pour un chiffre d'affaires global de 11,941 milliards d'euros pour un résultat net de 5,042 milliards, une performance financière bien plus haute que ce qui avait été prévu, grâce à des gains de refinancement liés à la baisse historique des taux d'intérêt et à des hausses de péages que l'Autorité de régulation des transports (ART) a jugé injustifiées (estimation : 500 millions d'euros de péages indus depuis 2016). Le Sénat a également, par la voix de plusieurs rapporteurs dont Hervé Maurey et Vincent Delahaye, alerté sur la « surrentabilité » de ces concessions qui pourraient entrainer jusqu'à 38 milliards d'euros de surprofits d'ici à la fin des contrats. Ces derniers appellent l'État à profondément réformer le modèle des concessions autoroutières (durées plus courtes, gouvernance rénovée, contribution accrue au financement de la transition écologique, le réseau autoroutier contribuant gravement à la fragmentation écologique et aux émissions de gaz à effet de serre, encore en hausse dans le secteur des transports, et à l'entretien du réseau, un patrimoine estimé à 194 milliards d'euros). Mais l'État ne peut pas résilier ses contrats sans risquer d'avoir à verser des indemnités pouvant atteindre 50 milliards d'euros ; il doit attendre les renégociations à échéance (de 2025 à 2031) pour reprendre son autorité sur des concessions qui sont devenues une manne de rente privée anormalement lucrative. l'ATMB (Société Autoroutes et tunnel du Mont-Blanc) est majoritairement détenue (à 91,3 %) par l'État et les collectivités territoriales, et son contrat de concession arrivera à échéance en 2050.

## Concession de service public et communications électroniques
De plus en plus de collectivités recourent à la concession pour la création et l'exploitation de réseaux de communications électroniques.
Cette compétence nouvelle a été définitivement reconnue par le législateur en 2004 (article L. 1425-1 du code général des collectivités territoriales créé par l'article 50 II. de la loi pour la confiance dans l'économie numérique).
Le premier contrat de concession de ce type a été signé par le SIPPEREC (syndicat intercommunal de la périphérie de Paris pour l'électricité et les réseaux de communication) et Irisé, filiale du groupe Neuf Cegetel. Si cette première concession a été contractualisée sans financement de la part de la collectivité publique, il est à observer que les autres contrats signés ou en cours de négociation prévoient tous des subventions publiques.
Cette faculté de recourir à des subventions publiques a été confirmée par la Commission européenne, le 11 septembre 2004, au vu du projet de réseau haut débit du Conseil général des Pyrénées-Atlantiques. La Commission a décidé que, dans certaines conditions, le cofinancement public d'une infrastructure ouverte de haut débit constituait la compensation d'une obligation de service d'intérêt économique général — en l'occurrence l'absence de couverture du territoire en haut débit de manière homogène et non discriminatoire.

## Droit européen de passation des contrats de concession
L'enjeu économique des concessions en Europe est important : les concessions représentent déjà 50 à 70 % des contrats de tout le secteur public, sachant que le seul domaine du service public englobe 30 % des emplois en Europe, 37 % en France, 40 % et plus en Europe du Nord (Suède, Norvège, Danemark)[réf. souhaitée].
Menée de front avec celle des marchés publics en 2012, la réforme du droit communautaire des concessions érige ces contrats public-privé en leviers de compétitivité. En effet, la proposition de directive annoncée par la Commission européenne sur l'attribution de contrats de concession dévoile le contenu d'une réforme s'inscrivant comme le corollaire de celle des marchés.
Sur le plan juridique, cette proposition porte une véritable « révolution » dans le monde administratif en soumettant désormais toutes les concessions à la même législation, alors qu'actuellement celles de travaux sont régies par des dispositions spécifiques incluses dans la directive 2004/18 CE sur les marchés publics et celles de service restent principalement appréhendées par les droits nationaux.
Ce type de convention étant particulièrement complexe et souvent d'une durée très longue, sa procédure de dévolution doit rester souple et privilégier la négociation. L'expérience française a cependant démontré l'importance de fixer une date limite de validité des offres pour éviter que cette phase ne devienne exagérément chronophage. Dans le même ordre d'idées, la pondération des critères d'attribution doit demeurer une faculté. En effet, si un classement par ordre d'importance peut être un indicateur précieux pour les soumissionnaires, en revanche, l'affectation à chacun d'un coefficient pondéré n'est pas systématiquement compatible avec un contrat placé sous le sceau de l'intuitu personæ.
La violation des principes d'attribution des concessions est sanctionnée pénalement au travers du délit de favoritisme.